# چربی سفید

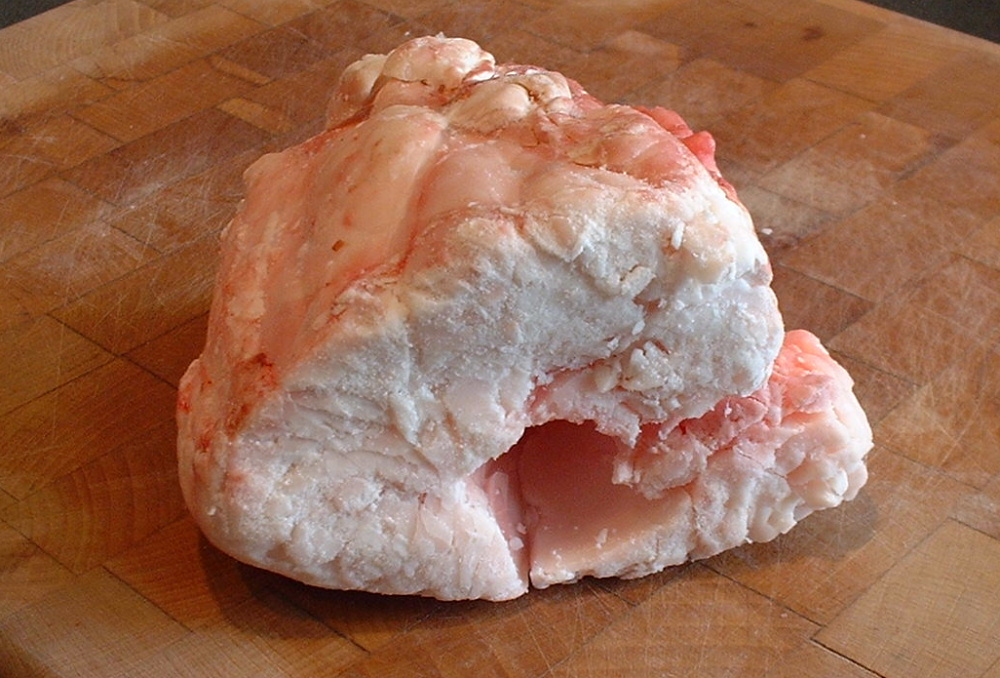
چربی سفید گوساله

چربی سفید (به انگلیسی: Suet) چربی خام و سفت گوشت گوساله، بره یا گوسفندی است که در اطراف کمر و کلیه‌ها یافت می‌شود.
چربی سفید دارای نقطه ذوب بین ۴۵ و ۵۰ درجه سلسیوس (۱۱۳ و ۱۲۲ درجه فارنهایت) و سفت‌شدگی بین ۳۷ و ۴۰ درجه سلسیوس (۹۹ و ۱۰۴ درجه فارنهایت) است. نقطه دودی بالا آن را برای سرخ کردن عمیق و تولید شیرینی ایدئال می‌سازد.

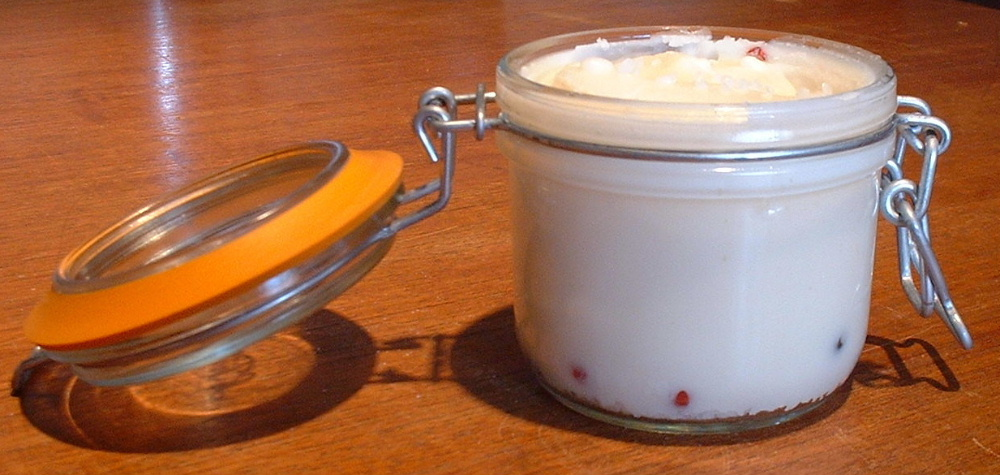
پیه پس از رنده شدن

استفاده اولیه از پربی سفید برای تهیه پیه است، اگرچه از آن به عنوان یک ماده در آشپزی نیز استفاده می‌شود، به‌ویژه در پودینگ‌های پخته‌شده سنتی، مانند پودینگ کریسمس بریتانیا است. چربی سفید در فرآیندی به نام رنده کردن به پیه تبدیل می‌شود که شامل ذوب کردن چربی‌ها و آرام‌پزی درازمدت و سپس صاف کردن و سپس سرد شدن است. سپس کل فرایند معمولاً برای پالایش محصول تکرار می‌شود.

## دسترسی
چربی سفید از پیش بسته‌بندی شده‌ای که در سوپرمارکت‌ها به فروش می‌رسد، چربی سفید کم‌آب است. آن را با آرد مخلوط می‌کنند تا در دمای اتاق پایدار شود، و در هنگام استفاده از آن برای دستورالعمل‌هایی که نیاز به چربی سفید تازه دارند، نیاز به مراقبت دارد، زیرا نسبت آرد به چربی می‌تواند تغییر کند. بیشتر دستورالعمل‌های نوین فرآوری‌شده چربی سفید بسته‌بندی‌شده را مشخص می‌کنند.
چربی سفید سبزیجات نیز موجود است که از روغن نباتی تصفیه‌شده تهیه می‌شود.

## خوراک پرنده

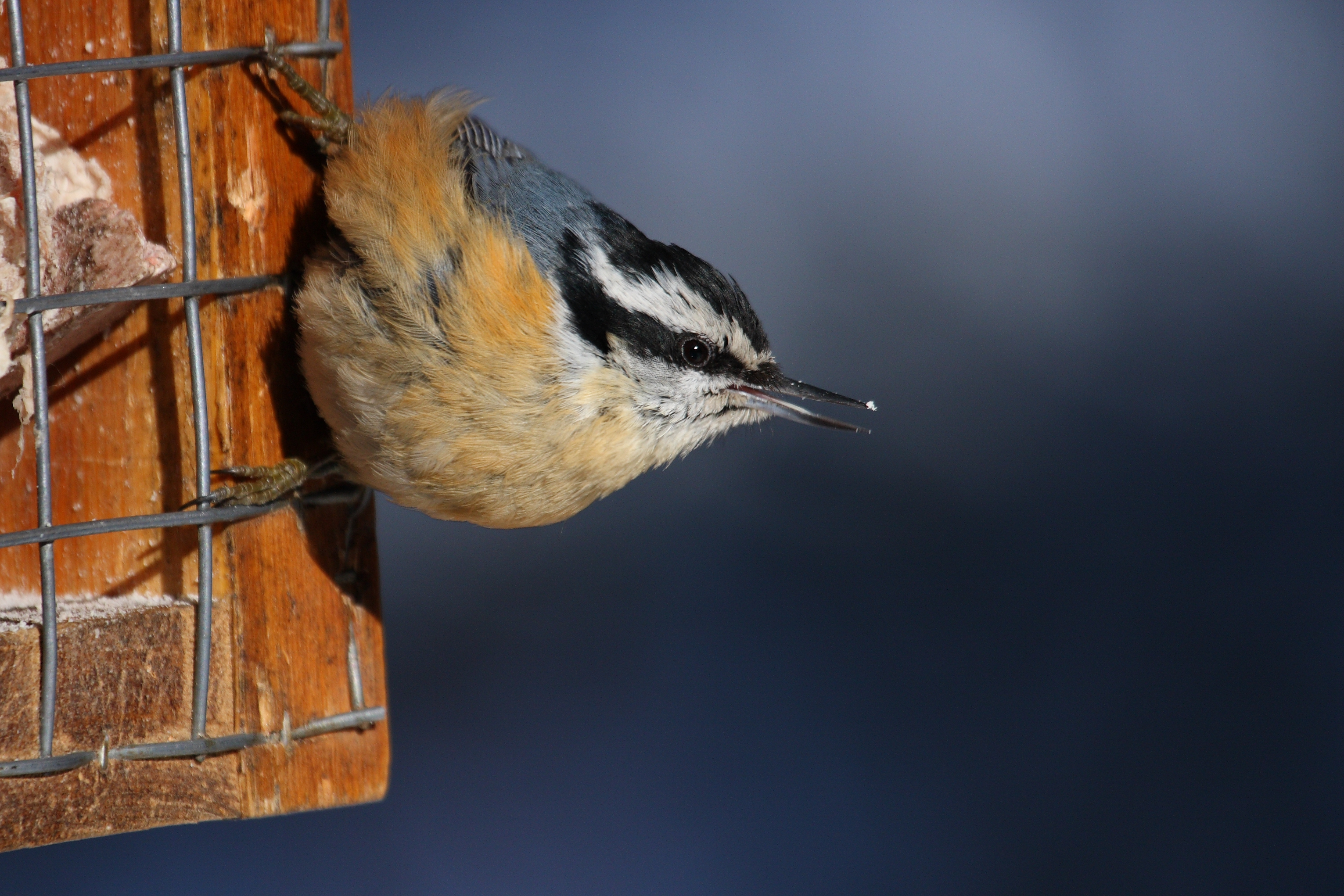
کمرکلی سینه‌سرخ که از چربی سفید تغذیه می‌کند.

کیک چربی سفید معمولاً برای تغذیه پرندگان وحشی استفاده می‌شود و ممکن است با دیگر چربی‌های جامد مانند گوشت خوک درست شود. جو دوسر، دان پرندگان، آرد ذرت، کشمش و آجیل بدون نمک اغلب در کیک‌های چربی سفید گنجانده می‌شوند.
در آمریکای شمالی، پرندگانی مانند دارکوب‌ها، سهره طلایی، سازونشنین، کاردینال، توکاها، زاغ‌ها، سسک تاجی، کبودمرغ، چرخ‌ریسو، کمرکلی، الیکایی و سار ، دان‌خوری پرندگان را ترجیح می‌دهند.